# Lee Yoo-young
Lee Yoo-young (이유영?, I YuyeongLR, I YuyŏngMR; Seul, 8 dicembre 1989) è un'attrice sudcoreana.
Dopo essersi laureata in recitazione alla Korea National University of Arts ed essere apparsa in alcuni cortometraggi nel 2012, ha esordito come attrice nel 2014 nel melodramma Bom, per il quale ha ricevuto il premio di miglior attrice al Milano Film Festival. Nel 2017 ha fatto il suo debutto sul piccolo schermo nella serie televisiva thriller Tunnel, cui ha fatto seguito il ruolo di una studentessa di giurisprudenza nel procedurale Chin-aehaneun pansanimkke, che le è valso un riconoscimento alla miglior nuova attrice agli SBS Drama Award 2018. Nel 2024 ha interpretato la protagonista nella commedia romantica in costume Hamburo daehaejwo.

## Filmografia

### Cinema
- Namjadeul (남자들?), regia di Nam Gung-sun (2012) – cortometraggio
- Sumbakkokjil (숨바꼭질?), regia di Heo Jung (2013)
- Geunyeo-ui naengmyeon gyesanbeop (그녀의 냉면 계산법?), regia di Lee Da-young (2014) – cortometraggio
- Bom (봄?), regia di Jo Geun-hyun (2014)
- Goransal (고란살?), regia di Seo Jungsinu (2015) – cortometraggio
- Gansin (간신?), regia di Min Gyu-dong (2015)
- Geunom-ida (그놈이다?), regia di Yoon Joon-hyung (2015)
- Dangsinjasin-gwa dangsin-ui geot (당신자신과 당신의 것?), regia di Hong Sang-soo (2016)
- Nareul gi-eokhae (나를 기억해?), regia di Lee Han-wook (2018)
- Herstory (허스토리?), regia di Min Gyu-dong (2018)
- Wonderful Ghost (원더풀 고스트?), regia di Jo Won-hee (2018)
- Pur-ipdeul (풀잎들?), regia di Hong Sang-soo (2018)
- Akjilgyeongcheol (악질경찰?), regia di Lee Jung-beom (2019)
- Jip i-yagi (집 이야기?), regia di Park Je-beom (2019)
- Diva (디바?), regia di Jo Seul-ye (2020)
- Jangneuman romance (장르만 로맨스?), regia di Jo Eun-ji (2021)
- Gan Ho-jung (간호중?), regia di Min Gyu-dong (2021)
- Segimar-ui sarang (세기말의 사랑?), regia di Im Seon-ae (2024)
- Sobanggwan (소방관?), regia di Kwak Gyeong-taek (2024)

### Televisione
- Tunnel (터널?) – serie TV (2017)
- Michigetda, neottaem-e! (미치겠다, 너땜에!?) – serie TV (2018)
- Chin-aehaneun pansanimkke (친애하는 판사님께?) – serie TV (2018)
- Gungmin yeoreobun! (국민 여러분!?) – serie TV (2019)
- The Lies Within (모두의 거짓말?) – serie TV (2019)
- Yeon-ae-ui heunjeok (연애의 흔적?), regia di Yoo Young-eun – miniserie TV (2020)
- SF8 (에스 에프 에잇?) – serie TV (2020)
- Dr. Brain (Dr. 브레인?), regia di Kim Ji-woon – miniserie TV (2021)
- Insider (인사이더?) – serie TV (2022)
- Hamburo daehaejwo (함부로 대해줘?) – serie TV (2024)